# Distretto di Chaturaphak Phiman
Il distretto di Chaturaphak Phiman (in thailandese: จตุรพักตรพิมาน) è un distretto (amphoe) della Thailandia, situato nella provincia di Roi Et.